# Mikael Kurki
Mikael Kurki (smeknamn: Jimmy, Mikke), född 13 januari 1987 i Helsingfors, Finland, är en finländsk ishockeyspelare.
Kurki inledde sin karriär i Jokerit, där han vann B-brons 2004 och 2005 men bytte redan som junior till Espoo Blues som han har kontrakt med till våren 2010. Han har representerat Finland i U18- och U20-VM.
Han är 180 cm lång och väger 88 kg.

## Meriter
- SM-silver 2008 (Espoo Blues)
- B-junior SM-brons 2004 och 2005 (Jokerit)
- A-junior SM-silver 2007 och A-junior SM-brons 2006 (Espoo Blues)
- Uttagen till A-juniorernas SM-liiga All Star team 2007.
- Blev som 17-åring vald till "årets spelare" i landslaget 2004.
- Spelade U18-VM 2005
- Spelade U20-VM 2007